# Kaare Dybvad
Kaare Dybvad Bek (ur. 5 sierpnia 1984 w Holbæk) – duński polityk, poseł do Folketingetu, od 2019 minister.

## Życiorys
W 2008 ukończył studia pierwszego stopnia z geografii oraz planowania technologicznego i społeczno-ekonomicznego w Roskilde Universitetscenter. Magisterium z geografii i geoinformatyki uzyskał w 2012 na Uniwersytecie Kopenhaskim. Działacz Socialdemokraterne, kierował lokalnymi i regionalnymi strukturami jej młodzieżówki Danmarks Socialdemokratiske Ungdom. Pracował na kopenhaskiej uczelni i jako menedżer projektów. Był też współwłaścicielem przedsiębiorstwa Imagepedia. W 2015 z ramienia socjaldemokratów po raz pierwszy uzyskał mandat posła do Folketingetu, z powodzeniem ubiegał się o reelekcję w kolejnych wyborach w 2019 i 2022.
W czerwcu 2019 został ministrem mieszkalnictwa w gabinecie Mette Frederiksen. W styczniu 2021 przeszedł na funkcję ministra spraw wewnętrznych i mieszkalnictwa. W maju 2022 w tym samym rządzie został natomiast ministrem ds. imigracji i integracji. W grudniu tegoż roku powołany na ministra ds. imigracji i integracji w drugim gabinecie dotychczasowej premier.